# Hexaborure d'yttrium
L'hexaborure d'yttrium (YB6) est composé inorganique du bore et de l'yttrium, l'un des sept borures d'yttrium connus. Il se présente sous la forme d'une poudre noire inodore, de masse volumique 3,67 g/cm3. Il possède la même structure cristalline cubique que d'autres hexaborures (CaB6, LaB6, etc.).
Des cristaux de haute qualité de YB6 de quelques centimètres peuvent être produits par la méthode de la zone fondue à 
passes multiples,.
YB6 est un supraconducteur avec une température de transition relativement élevée de 8,4 K,. Comme l'hexaborure de lanthane (LaB6). il peut servir de cathode thermoionique.